# Bilokî, Sambir
Bilokî (în ucraineană Білоки) este un sat în comuna Strilkovîci din raionul Sambir, regiunea Liov, Ucraina.